# Both Sides of Life
Both Sides of Life è un cortometraggio muto del 1915 diretto da Robert Z. Leonard e Lynn Reynolds (con il nome Lynn F. Reynolds).

## Produzione
Il film fu prodotto dall'Universal Film Manufacturing Company (con il nome Laemmle).

## Distribuzione
Distribuito dall'Universal Film Manufacturing Company, uscì nelle sale cinematografiche USA il 9 settembre 1915.